# Политички сукоби у Југославији између два рата
Политички сукоби у Југославији између два рата је први документарни серијал Радио-телевизије Београд снимљен у периоду 1989—1990, који се бавио мирнодопским и политичким дешавањима на простору Југославије између Првог и Другог светског рата. Серијал обухвата 6 епизода и један специјал. На овај серијал се наставља други серијал који носи назив Југославија у рату 1941—1945.
То је један од најсвеобухватнијих и најдетаљнијих документарних серијала о рату на простору Југославије, као и један од највећих документарних подухвата Радио Телевизије Београд и у њему је учествовао већи број историчара и сведока епохе која се обрађује у документарцу.
Редитељ Милан Кундаковић, уредник Божидар Николић и стручни консултант Бранко Петрановић.
Значај оваког пројекта састоји се у томе што је након дугог периода једноумља, дат другачији поглед на историјске теме Краљевине Југославије. Први серијал се бави темама попут стварања Краљевине Срба, Хрвата и Словенаца, Видовданског устава, Шестојануарске диктатуре, Марсејског атентата и периода Намесништва до Другог светског рата.

## Учесници
Неки од учесника: проф. др Богдан Кризман (Загреб), проф. др Бранко Петрановић (Београд), др Бранислав Глигоријевић (Београд), мр Миле Бјелајац итд.

## Списак епизода
| Број               | Наслов                                                    | Трајање | Тема                                                                                 | Саговорници |
| ------------------ | --------------------------------------------------------- | ------- | ------------------------------------------------------------------------------------ | --- |
| 1.                 | Како смо се ујединили                                     | 89:00   | Стварање Краљевине Срба, Хрвата и Словенаца                                          | Новица Ракочевић, Момчило Зечевић, Јанко Прунк, Богдан Кризман, Миле Бјелајац                                                           |
| 2.                 | Версај, Вуковар, Видовдан                                 | 72:12   | Париска мировна конференција, Други конгрес КПЈ, Видовдански устав                   | Бранко Петрановић, Михајло Ал. Поповић, Миле Бјелајац, Нусрет Шехић, Богдан Кризман, Петар Стричић, Гордана Влајчић, Хрвоје Матковић    |
| 3.                 | Краљева демократија                                       | 65:34   | Спорови око државног уређења 1921 — 1929, Атентат у Народној скупштини               | Бранислав Глигоријевић, Јанко Прунк, Нусрет Шехић, Бранко Петрановић, Хрвоје Матковић, Милован Петровић, Гордана Влајчић, Десанка Пешић |
| 4.                 | Краљева диктатура                                         | 60:37   | Лични режим краља Александра I, Октроисан устав                                      | Бранко Петрановић, Миле Бјелајац, Момчило Зечевић, Хрвоје Матковић, Гордана Влајчић, Јанко Прунк, Богдан Кризман                        |
| 5.                 | Чувари краљевог тестамента                                | 67:17   | Краљевско намесништво                                                                | Бранко Петрановић, Богдан Кризман, Гордана Влајчић, Мирољуб Васић, Јанко Прунк                                                          |
| 6.                 | Време одлуке                                              | 55:07   | Приступање тројном пакту                                                             | Нусрет Шехић, Бранко Петрановић, Јанко Прунк, Миле Бјелајац                                                                             |
| Специјална емисија | Краљ Југославије Александар I Карађорђевић и његово време | 85:53   | Специјална емисија о Краљевини Југославији, направљена од делова документарне серије | специјални гост Бранко Петрановић |